# Plasselb
Plasselb je obec v kantonu Fribourg, v okrese Sense. Žije zde přibližně 1 000 obyvatel.

## Geografie

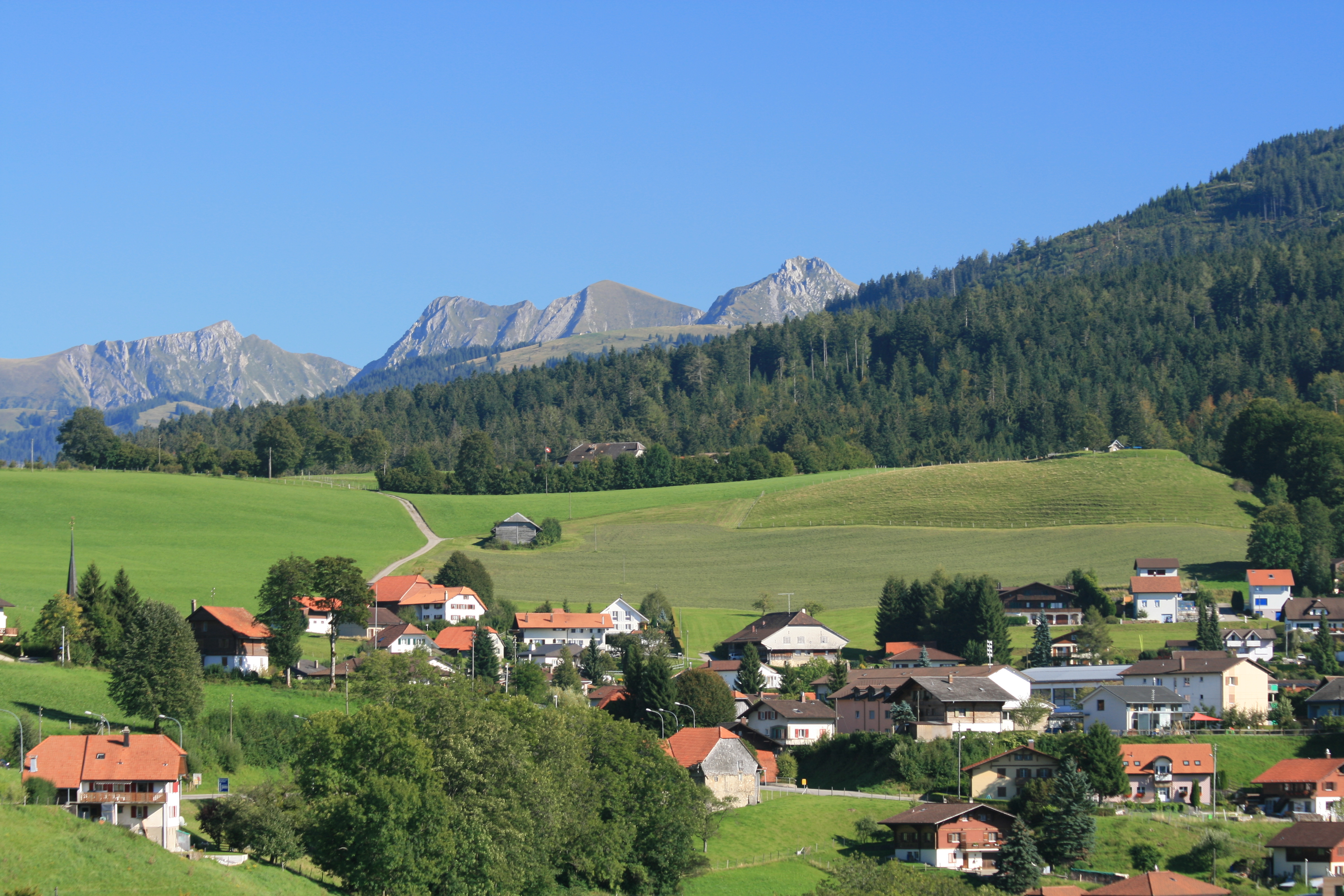
Krajina v okolí obce

Plasselb leží v nadmořské výšce 856 m, vzdušnou čarou 11 km jihovýchodně od kantonálního hlavního města, Fribourgu. Vesnice se rozkládá na terasovité plošině východně od řeky Ärgera, při jejím výstupu z Fribourských Alp, na severním úpatí hory Schwyberg.
Rozloha obecního katastru činí 18,1 km² a zahrnuje část Fribourských Alp. Nejsevernější část obce tvoří kotlina Plasselb mezi řekou Ärgera na západě a údolím řeky Sense na východě. Tato údolní kotlina je na severu ohraničena výšinami Lantershubel (1024 m n. m.) a Oberholz. Na západě navazuje údolí řeky Ärgera, které má až 400 m široké ploché dno, vyplněné erozním materiálem (štěrk, písek) z povodí a částečně zalesněné. V této severní části obce tvoří západní hranici potok Muelersbach, levostranný přítok Ärgera.
Na jih se území obce rozprostírá do silně členité horní části povodí řeky Ärgera v předalpské oblasti a dělí se na dva pásy. Zde se nacházejí rozsáhlé lesy a pastviny. Jihozápadní část zahrnuje levý svah údolí Ärgera v oblasti zvané Plasselbschlund, přičemž západní hranice probíhá po horském hřebeni od Klein-Käsenberg Petit Cousimbert (1530 m n. m.) přes Chrüzflue až po Muschenegg (1263 m n. m.). Jihovýchodní část se rozkládá na východním svahu údolí potoka Höllbach, zasahuje na jihu do lesa Philiponerwald a až do povodí jezera Schwarzsee a potoka Fuchs z hory Schwyberg. Zde probíhá východní hranice po hřebeni Schwybergu; na hoře Grosser Schwyberg je s 1645 m n. m. dosažen nejvyšší bod obce Plasselb. Vrch Kapberg, ležící mezi řekami Ärgera a Höllbach, patří obci Val-de-Charmey.
Z obecní plochy připadala v roce 1997 4 % na zastavěné území, 56 % na lesy a křoviny, 38 % na zemědělství a něco přes 2 % na neproduktivní půdu.
K obci Plasselb patří osada Neuhaus (973 m n. m.) na sedle mezi Lantershubel a Oberholz, rekreační osada Birchi-Hubel (960 m n. m.) na svahu nad vesnicí, Spital-Vorsatz, Muelers a četné jednotlivé statky. Sousedními obcemi Plasselbu jsou Plaffeien, Val-de-Charmey, La Roche, Le Mouret, St. Silvester a Giffers.

## Historie
První písemná zmínka o místě pochází z roku 1236 pod názvem plana silva (odvozeno z latiny ve významu „rovinný les“). Později se objevují názvy Plannaseyva (1324), Blanselp (1364), poprvé Plasselb (1445) a Plannasewa (1472).
Léno Plasselb patřilo ve středověku Rudolfovi z Ecublens, který jej roku 1291 prodal lausannskému biskupovi. V následujícím období se vlastnictví často měnilo – mezi majiteli byli mimo jiné páni z Corbières, z Englisbergu a rodina Velga. Koupí přešel Plasselb roku 1486 pod správu města Fribourg a byl přiřazen k panství Alten Landschaft. Po pádu Staré konfederace (1798) patřila vesnice během Helvétské republiky a následující doby k okresu Fribourg, od roku 1831 k německému okresu Fribourg, než byla roku 1848 s novou kantonální ústavou začleněna do nově vytvořeného okresu Sense.
S účinností od 1. ledna 1971 byla k Plasselbu připojena obec Neuhaus.
Na konci zimy roku 1994 se po dlouhém období silných srážek dal do pohybu svah na východní straně údolí potoka Höllbach pod horou Schwyberg. Sesuv půdy ve Falli-Hölli s několika bahenními proudy vedl nakonec k úplnému zničení rekreační osady Falli-Hölli s přibližně 30 domy.

## Obyvatelstvo
| Rok            | 1811 | 1850 | 1900 | 1950 | 2000 |
| Počet obyvatel | 247  | 327  | 467  | 676  | 980  |

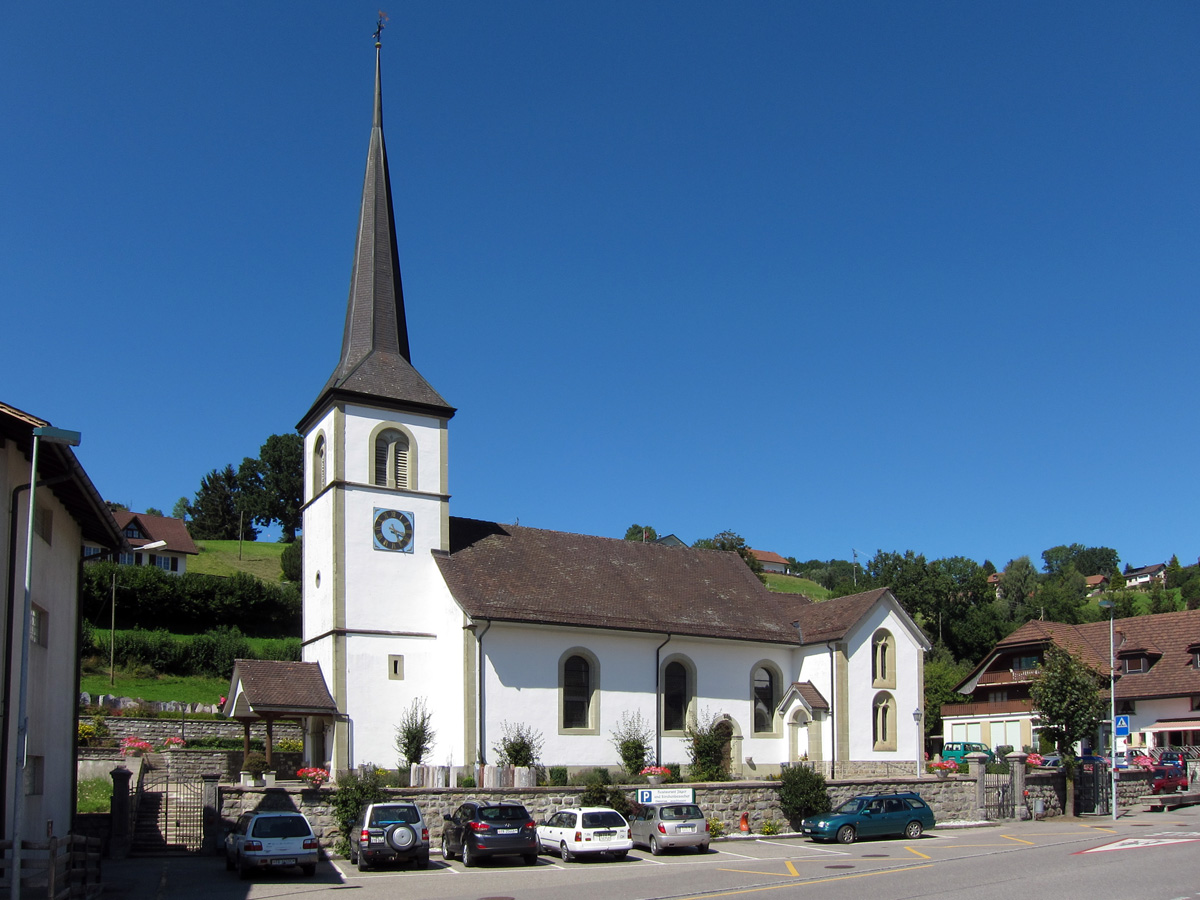
Kostel

Většina obyvatel (k roku 2000) hovoří německy (93,2 %), druhým nejčastějším jazykem je francouzština (2,2 %) a třetím albánština (2,1 %).

## Hospodářství
Plasselb byl až do druhé poloviny 20. století převážně zemědělskou vesnicí. I dnes mají mlékařství, chov dobytka a lesnictví důležité postavení ve struktuře zaměstnanosti obyvatelstva. Další pracovní místa se nacházejí v místních malých podnicích a ve službách. V Plasselbu existují podniky zabývající se zpracováním dřeva a výrobou nábytku, dopravou, výrobou zemědělských strojů a tepelnou technikou. Pracovní místa v terciárním sektoru se kromě administrativy soustřeďují především do oblasti cestovního ruchu (hotelnictví, umělecká řemesla atd.). V posledních desetiletích se vesnice vyvinula také v rezidenční obec. Mnoho ekonomicky aktivních obyvatel proto dojíždí za prací, především do oblasti Fribourgu.

## Doprava
Obec má dobré dopravní spojení. Leží na hlavní silnici z Fribourgu do Plaffeienu a do oblasti Schwarzsee. Díky autobusové lince společnosti Transports publics fribourgeois, která vede z Fribourgu do Plaffeienu, je Plasselb napojen na síť veřejné dopravy.